# كولين بيترسون
كولين بيترسون هي مغنية كندية، ولدت في 14 نوفمبر 1950 في بيتيربوروغ في كندا، وتوفيت في 9 أكتوبر 1996 في تورونتو في كندا بسبب سرطان.

## وصلات خارجية
- الموقع الرسمي
- كولين بيترسون على موقع IMDb (الإنجليزية)
- كولين بيترسون على موقع ميوزك برينز (الإنجليزية)
- كولين بيترسون على موقع ديسكوغز (الإنجليزية)